# 生野區
生野區（日语：／ Ikuno ku */?）是大阪市的24區之一，位于大阪市東部，西側為大阪環狀線，北側為近鐵大阪線；区內總人口約在13萬，其中登記的外国人達2.7萬，其中外國人的國籍主要包括韓國、朝鮮、中國、越南，是大阪市內外國人最多的一區，外國人的比例占該區總人口的20%以上。

## 歷史
現在的生野區大部分的區域在江戶時代屬於攝津國東成郡，分屬幕府直轄、大阪城代、小田原藩的領地，而位於生野區東部的巽北、巽南、巽東、巽西、巽中地區則屬於河內國澀川郡，屬於淀藩的領地。
1889年實施町村制後，則分屬於天王寺村、生野村、鶴橋村、小路村、巽村五個行政區劃，前四個行政區劃1925年被併入大阪市，最初劃入當時新設立的東成區；1943年，被分出設立為生野區，1955年由巽村改制而成的巽町也被併入大阪市，並劃入生野區，形成現在的生野區範圍。

## 交通

### 鐵路
大阪市高速電氣軌道（大阪地下鐵）
- 千日前線：小路站 - 北巽站 - 南巽站

近畿日本鐵道
- 大阪線（ 奈良線）：鶴橋站 - 今里站

西日本旅客鐵道
- 大阪環狀線：鶴橋站 - 桃谷站 - 寺田町站
  - 沿鄰接天王寺區的區界行走，登記上沒有該區的車站。

## 本地出身之名人
- 福本豐：棒球選手
- 東野圭吾：推理小說作家
- 長原成樹：搞笑藝人
- 秋山成勳：柔道選手、格鬥技選手

## 外部連結
- （日語） 生野區的X（前Twitter）
- （日語） YouTube上的生野區公所頻道